# Challenger (raketoplán)

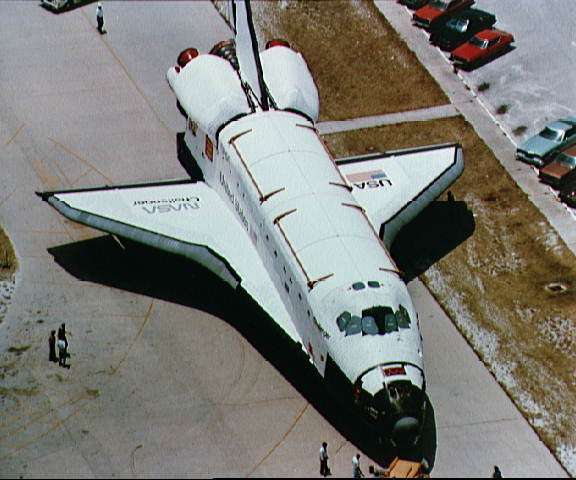
Challenger přepravován do montážní haly

Challenger (ev. č. OV-099) byl druhý raketoplán NASA, který byl vypuštěn na oběžnou dráhu Země. Jeho první mise (STS-6) začala 4. dubna 1983 a skončila 9. dubna 1983. Poté vykonal Challenger ještě osm vesmírných misí. Byl zničen 28. ledna 1986 (po necelých třech letech aktivní služby), 73 sekund po startu své desáté mise STS-51-L. Všech sedm astronautů na palubě zahynulo. Je spolu s Columbií jedním ze dvou raketoplánů zničených během vesmírné mise.

## Vznik a užívání
Challenger byl původně konstruován pouze jako testovací stroj (ev. č. STA-099) určený k destrukčním zkouškám. Když se ale tyto po předchozích testech ukázaly jako nepotřebné, NASA se rozhodla ještě ve fázi výroby jej přestavět na plnohodnotný raketoplán. Původní záměr byl přestavět testovací raketoplán Enterprise, ale vyšlo najevo, že přestavba Challengeru bude levnější. Je zajímavé, že i po zničení Challengeru se objevily úvahy o přestavbě Enterprise na plnohodnotný stroj, ale nakonec, také z finančních důvodů, byl postaven nový raketoplán Endeavour.
Své jméno dostal podle korvety HMS Challenger, která se zúčastnila dosud nejdelší oceánografické expedice v historii. Stejné jméno nesl také lunární modul mise Apollo 17, který přistál na Měsíci v roce 1972.
Po svém prvním vesmírném letu v roce 1983 se Challenger stal tažným koněm NASA, když v letech 1983–1984 vykonal 85% všech raketoplánových misí. Spolu s Discovery byl přestavěn tak, aby mohl na oběžnou dráhu vynášet rakety Centaur G. Pokud by poslední mise Challengeru neskončila katastrofou, měl do vesmíru dopravit sondu Ulysses.

## Zkáza Challengeru

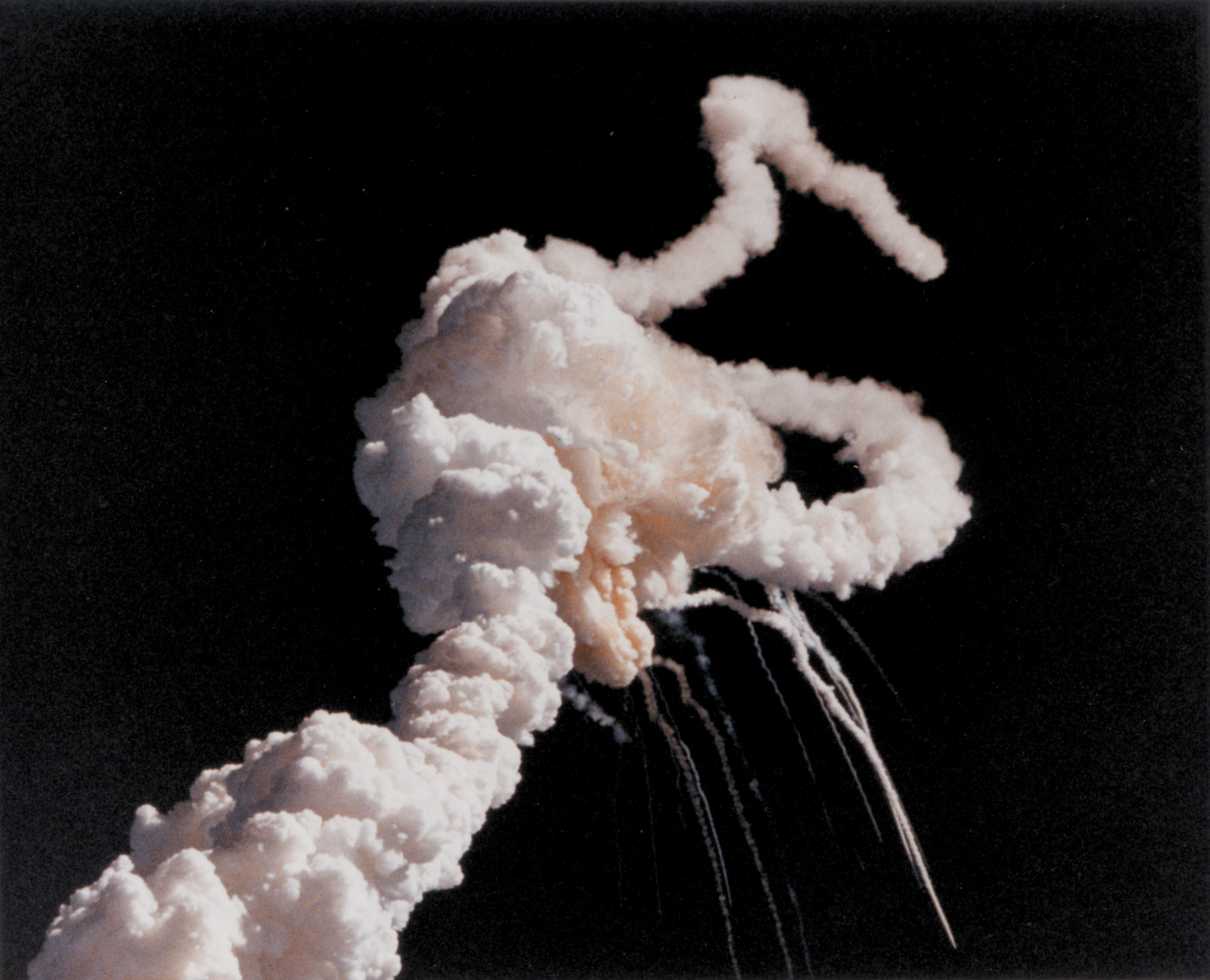
Mrak, který vznikl z hořících součástek Challengeru pár okamžiků po výbuchu

Rozpad Challengeru 73 sekund po startu je považován za jednu z nejdramatičtějších událostí 20. století. Prezident Ronald Reagan označil členy posádky, kterými byli Francis R. Scobee (velitel), Gregory B. Jarvis, Ronald E. McNair, Ellison S. Onizuka, Judith A. Resniková, Michael J. Smith a Christa McAuliffeová (učitelka z Massachusetts), za hrdiny. Inženýři NASA a prezidentská komise později zjistili, že příčinou exploze bylo selhání pryžového těsnění na jedné z pomocných raket (SRB). V důsledku toho došlo k prohoření spoje mezi SRB a externí nádrží (ET), přičemž SRB narazila do ET a způsobila explozi. NASA v důsledku havárie přerušila až do roku 1988 lety raketoplánů a přijala přísnější bezpečnostní opatření.

## Mise Challengeru
Raketoplán Challenger vykonal celkem 10 misí, strávil ve vesmíru 62,41 dny, Zemi obletěl 995krát.
| Datum             | Označení | Poznámka |
| ----------------- | -------- | --- |
| 4. dubna 1983     | STS-6    | První výstup astronautů do vesmíru z raketoplánu. Vynesení TDRS-1.                                                                                 |
| 18. června 1983   | STS-7    | Sally Rideová byla první Američankou ve vesmíru. Vynesení dvou komunikačních satelitů.                                                             |
| 30. srpna 1983    | STS-8    | Guion Bluford byl prvním Afroameričanem ve vesmíru. První noční start a noční přistání. Vynesení satelitu Insat-1B.                                |
| 3. února 1984     | STS-41-B | Neúspěšný pokus o vynesení dvou komunikačních satelitů.                                                                                            |
| 6. dubna 1984     | STS-41-C | Servisní mise sondy Solar Maximum Mission. |
| 5. října 1984     | STS-41-G | Vynesen satelit Earth Radiation Budget. První mise se dvěma ženami, Kathryn Sullivanová byla první astronautkou, která podnikla výstup do vesmíru. |
| 29. dubna 1985    | STS-51-B | Vynesení vesmírné laboratoře Spacelab-3. |
| 29. července 1985 | STS-51-F | Vynesení vesmírné laboratoře Spacelab-2. |
| 30. října 1985    | STS-61-A | Vynesení německé laboratoře Spacelab D-1. |
| 28. ledna 1986    | STS-51-L | Raketoplán explodoval po startu. Zemřelo všech 7 členů posádky.                                                                                    |